# Вілево
Вілево (пол. Wilewo) — село в Польщі, у гміні Бежунь Журомінського повіту Мазовецького воєводства.
Населення — 52 особи (2011).
У 1975-1998 роках село належало до Цехановського воєводства.

## Демографія
Демографічна структура станом на 31 березня 2011 року:
|          | Загалом | Допрацездатний вік | Працездатний вік | Постпрацездатний вік |
| -------- | ------- | ------------------ | ---------------- | -------------------- |
| Чоловіки | 27      | 6                  | 19               | 2                    |
| Жінки    | 25      | 2                  | 16               | 7                    |
| Разом    | 52      | 8                  | 35               | 9                    |